# Lleida (prowincja)
Lleida (hiszp. Lérida, okc. Lhèida) – prowincja Hiszpanii współtworząca wspólnotę autonomiczną Katalonii. Powstała w roku 1833. Graniczy z prowincjami: Girona, Barcelona, Tarragona, Saragossa oraz Huesca, a także z Andorą i Francją. Stolicą jest miasto o tej samej nazwie.
Prowincja liczyła w 2004 roku 385 092 mieszkańców, z czego 30% zamieszkałych w stolicy. Inne ważne miasta to m.in.: La Seu d’Urgell, Mollerussa, Cervera i Tàrrega.
W granicach prowincji znajduje się comarca Val d’Aran (kat. Vall d’Aran) o specjalnym statusie i rozszerzonej autonomii, w której dodatkowym, trzecim językiem urzędowym jest dialekt języka oksytańskiego zwany aranejskim (aranès).

## Comarki
- Alta Ribagorça
- Alt Urgell
- Baixa Cerdanya (częściowo)
- Garrigues
- Noguera
- Pallars Jussà
- Pallars Sobirà
- Pla d’Urgell
- Segarra
- Segrià
- Solsonès
- Urgell
- Val d’Aran (Vall d’Aran)